# رنو پی‌کی
رنو پی کی (PK) یکی از محصولات شرکت پارس خودرو است که از اواخر سال ۱۳۸۰ وارد بازار ایران شد. 
این خودرو دراصل برای مشتریانی طراحی شده بود که از طبقه کم درآمد جامعه بودند و عمدتاً به سمت خرید پیکان ایران خودرو می‌رفتند. موتور این خودرو موتور پراید و بدنه آن مربوط به رنو (سپند) بود در ابتدا پی‌کی با موتور ۱۱۰۰ سی‌سی هیوندای آتوس ارائه گردید (موتور مورد استفاده در برخی نسخه‌های صادراتی پراید در کشورهایی نظیر سوریه) و پس از مدتی موتور ۱۳۰۰ سی‌سی پراید جایگزین آن شد، که در ابتدا به صورت کاربراتوری و بعد به صورت انژکتوری تولید می‌شد. بیشتر اسکلت و قطعات به کار رفته در این خودرو مانند شاسی، موتور، گیربکس، چرخ‌ها، رادیات و… مربوط به پراید است. با توجه به اینکه طول اکسل پراید بیشتر از رنو بود در نتیجه چرخ‌های این خودرو از بدنه بیرون می‌زد که مهندسان پارس خودرو با اضافه کردن زائده‌ای بر روی گلگیر این سعی کردند ایراد را پنهان کنند. تولید این خودرو کم مصرف و مناسب سفرهای شهری تا ابتدای سال ۱۳۸۶ ادامه یافت. مدل جدید این خودرو با نام نیو پی‌کی تولید شد هر چند این خودرو مورد استقبال مردم قرار گرفت در نهایت شاید به دلیل قیمت پایین و استقبال قشر ضعیف جامعه از پی‌کی، تهدیدی برای پایین آوردن فروش پراید محسوب می‌شد و با توجیه‌های مختلف از جمله استاندارد نبودن تولید پی‌کی به نفع پراید متوقف شد و هیچ جایگزینی برای آن تولید نشد.

## نیو پی‌کی
نیو پی‌کی یک اتومبیل ساخته شده توسط پارس خودرو با بدنه شبیه به نسل اول رنو ۵ و پلت فرم و موتور کیا پراید است. در این خودرو دیگر خبری از  پلاستیک‌های بی آرایش گلگیر پی‌کی نبود و به جایش گلگیرهای فلزی سیکس پکی شکلی وظیفه مخفی کردن عرض بیشتر اکسل پراید نسبت به رنو ۵ را داشتند.
تولید نیو پی‌کی در سال ۲۰۰۵ آغاز شد. مدل نیو هیچ تغییری در طراحی موتور نسبت به پی‌کی نداشت و فقط بدنه و چراغ‌ها کمی تغییر کرد. تولید نیو پی‌کی در سال ۲۰۰۷ متوقف شد.

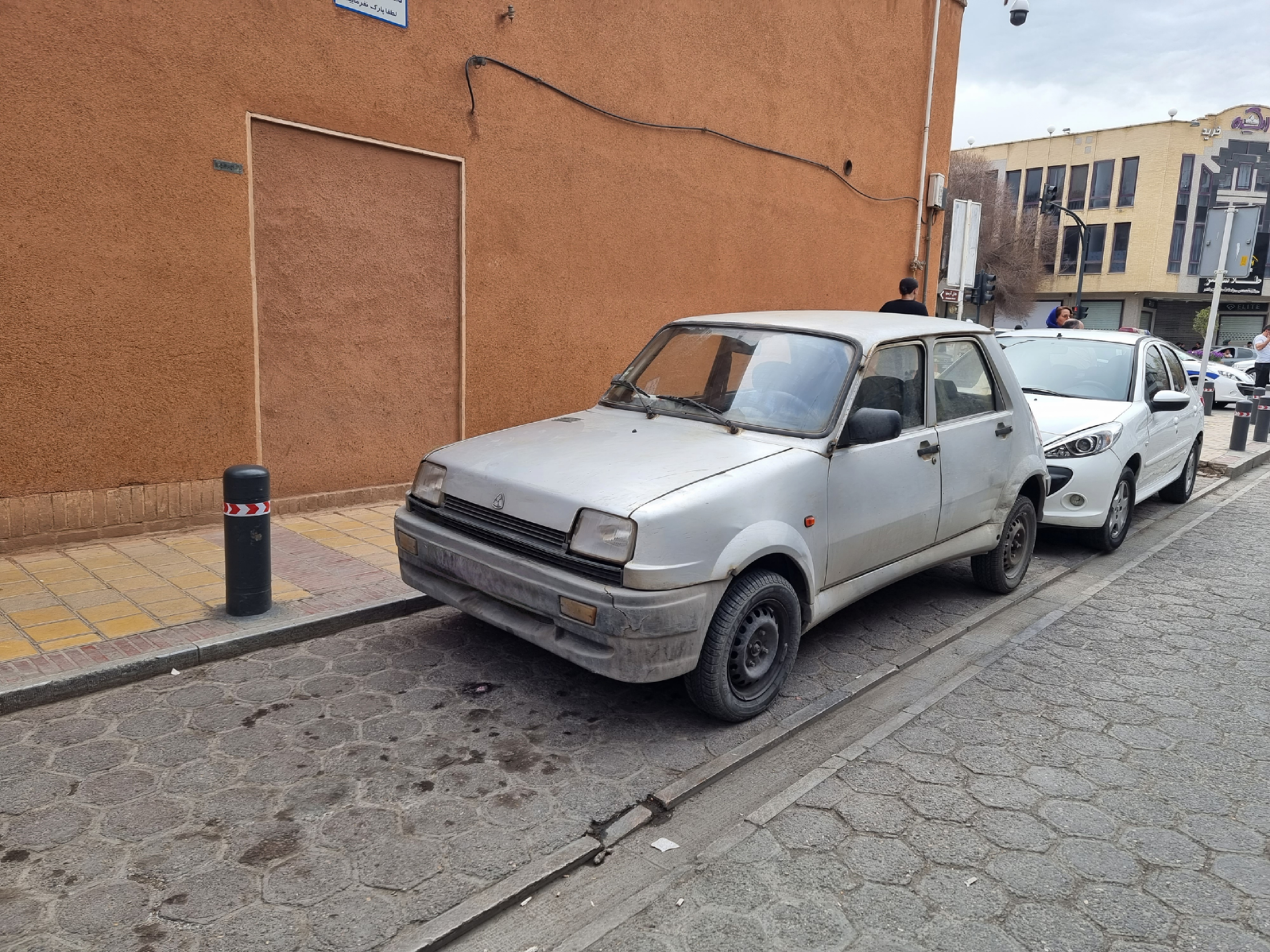
نیو پی کی

تفاوت نیو پی‌کی با پی‌کی حذف بچه گلگیرهای پلاستیکی و ایجاد برآمدگی در گلگیرها و تغییر شکل در باک بنزین و همچنین تعویض چراغ‌های خطر عقب بود، که در مدل نیو به آن افزوده شد. نکته خوب پی‌کی و نیو پی‌کی کم مصرف بودن و حمل‌ونقل آسان درون‌شهری قیمت بسیار مناسب آن بود.

## امکانات
1. کولر:در مدل‌های ۸۳ به بالا دارد .
2. بخاری:دارد
3. دارای نمایشگر دیجیتالی دمای آب
4. فرمان هیدرولیک:ندارد
5. رنگ:نوع رنگ متالیک و دارای رنگهای متفاوت
6. دارای بال روی در صندوق (اسپویلر) این بال دارای چراغ خطراست
7. دارای چهار عدد بچه گلگیر پلاستیکی در پی کی معمولی، که در صورت برخورد یا تصادف به سادگی قابل تعویض بوده و قیمت بسیار نازلی دارد(بدلیل برابری قطعات با پراید)
8. این ماشین دارای وسایلی ارزان و به صرفه است
9. انژکتور مبتنی بر ecu ساژم:در مدلهای ۸۳ به بالا

## مشخصات فنی
1. سیستم تعلیق در جلو: فنر لول-مک فرسون و در عقب: بازوی کنترل با فنر پیچشی و میل موج‌گیر
2. ابعاد (درازا): ۳۵۳۵ میلی‌متر، عرض: ۱۶۸۰ میلی‌متر، ارتفاع: ۱۴۳۵ میلی‌متر
3. وزن: ۸۳۰ کیلوگرم
4. سیستم ترمز: از نوع بوستری و دارای دو مدار مستقل در جلو دیسک و عقب کاسه‌ای، ترمز دستی با مکانیزم کنترل کابلی
5. سیستم کلاچ: تک دیسک خشک با فنر خورشیدی
6. تعداد و ترتیب سیلندرها: ۴ سیلندر خطی
7. حجم موتور: ۱۳۲۳ سانتی‌متر مکعب
8. قدرت موتور: ۶۳ اسب بخار در ۵۵۰۰ دور در دقیقه
9. حداکثر گشتاور: ۱۰۳ نیوتن متر ۲۵۰۰ دور در دقیقه
10. سیستم سوخت رسانی: انژکتوری M131 مبتنی بر ECU ساژم
11. نسبت تراکم: ۹/۷:۱
12. ظرفیت باک: ۴۱ لیتر
13. مصرف سوخت: ترکیبی، ۷ لیتر در ۱۰۰ کیلومتر
14. کورست پیستون: ۸۳/۶ میلی‌متر
15. اندازه لاستیک استاندارد: 165x65 r13
16. باتری این خودرو از نوع ۴۵ یا 50 آمپر در قالب B24Ls است